# Connarus incomptus
Connarus incomptus é uma espécie  de planta com flor pertencente à família Connaraceae.
A autoridade científica da espécie é Planch., tendo sido publicada em Linnaea 23: 433. 1850.

## Brasil
Esta espécie  é nativa e não endémica do Brasil, podendo ser encontrada na Região Norte. Em termos fitogeográficos pode ser encontrada no domínio da Amazônia.
Não ocorrem táxons infra-específicos no Brasil.